# Horns socken, Västergötland
Horns socken i Västergötland ingick i Vadsbo härad, ingår sedan 1971 i Skövde kommun och motsvarar från 2016 Horns distrikt.
Socknens areal är 18,21 kvadratkilometer varav 17,80 land. År 2000 fanns här 349 invånare.  Kyrkbyn Horn med sockenkyrkan Horns kyrka ligger i socknen.

## Administrativ historik
Socknen har medeltida ursprung.
Vid kommunreformen 1862 övergick socknens ansvar för de kyrkliga frågorna till Horns församling och för de borgerliga frågorna bildades Horns landskommun. Landskommunen uppgick 1952 i Binnebergs landskommun som 1971 uppgick i Skövde kommun. Församlingen uppgick 2002 i Frösve församling.
1 januari 2016 inrättades distriktet Horn, med samma omfattning som församlingen hade 1999/2000.
Socknen har tillhört län, fögderier, tingslag och domsagor enligt vad som beskrivs i artikeln Vadsbo härad. De indelta soldaterna tillhörde Västgöta-Dals regemente och Västgöta regemente, Vadsbo kompani.

## Geografi
Horns socken ligger norr om Skövde med Ösan i väster och med sjön Östen i norr. Socknen består av tallbevuxna rullstensåsar och odlad slättbygd på Vadsboslätten.
I socknen ligger byn Mårum och Horns tegelbruk.

## Fornlämningar
Boplatser och en hällkista från stenåldern är funna. Från järnåldern finns gravfält, stensättningar och domarringar. Fossil åkermark har påträffats.

## Namnet
Namnet skrevs 1313 Horne och kommer från kyrkbyn och innehåller horn, 'hörn; krök; utsprång' här troligen syftande på en krök av Ösan.